# رفع (موسيقى)

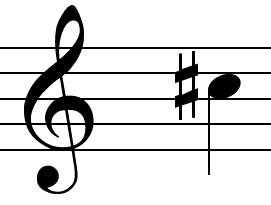
علامة الرفع بجوار درجة "دو" C، فتصبح "دو" رافعة.

الرفع في الموسيقى والذي يعرف باسم دييز (وذلك من الفرنسية dièse والتي تعني الحدة)، هو عملية التشديد في حدّة النغمة وذلك بمقدار نصف درجة.
بالإضافة إلى الخفض، يعد الرفع أحد خصائص التنغيم.
في التدوين الموسيقي يرمز للرفع بالرمز (♯)، والتي يمكن أن تكون إما دليل مقام أو إشارة تحويل.

## مضاعفات وأجزاء الرفع
يؤدي الرفع المضاعف إلى رفع النغمة بمقدار نصفي درجة (درجة كاملة) ويرمز له . كما أن هناك أيضاً نصف رفع، وهو يرفع بمقدار ربع درجة، ويرمز له . وفي بعض الأحيان النادرة يستخدم ثلاثة أرباع الرفع.

## اقرأ أيضاً
- بيكار (موسيقى)